# Pont-de-Roide-Vermondans
Pour les articles homonymes, voir Pont (toponyme).
Pont-de-Roide-Vermondans, issu de la fusion en 1973 des communes de Pont-de-Roide et Vermondans est une commune française située dans le département du Doubs, la région culturelle et historique de Franche-Comté et la région administrative Bourgogne-Franche-Comté.
Ses habitants sont les Rudipontains et Rudipontaines.

## Géographie

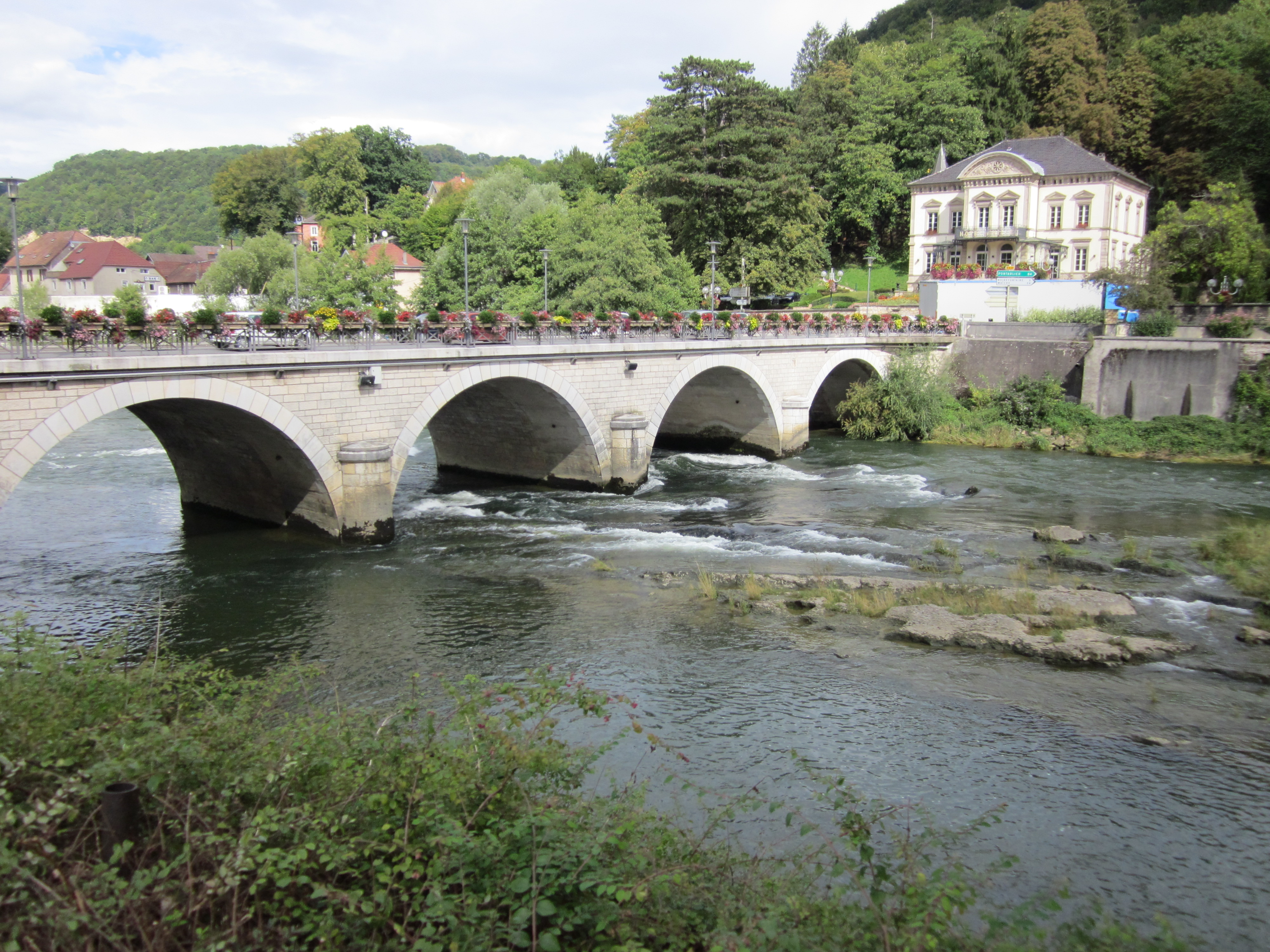
Le Doubs et la mairie de Pont-de-Roide-Vermondans.

### Voies de communication et transports

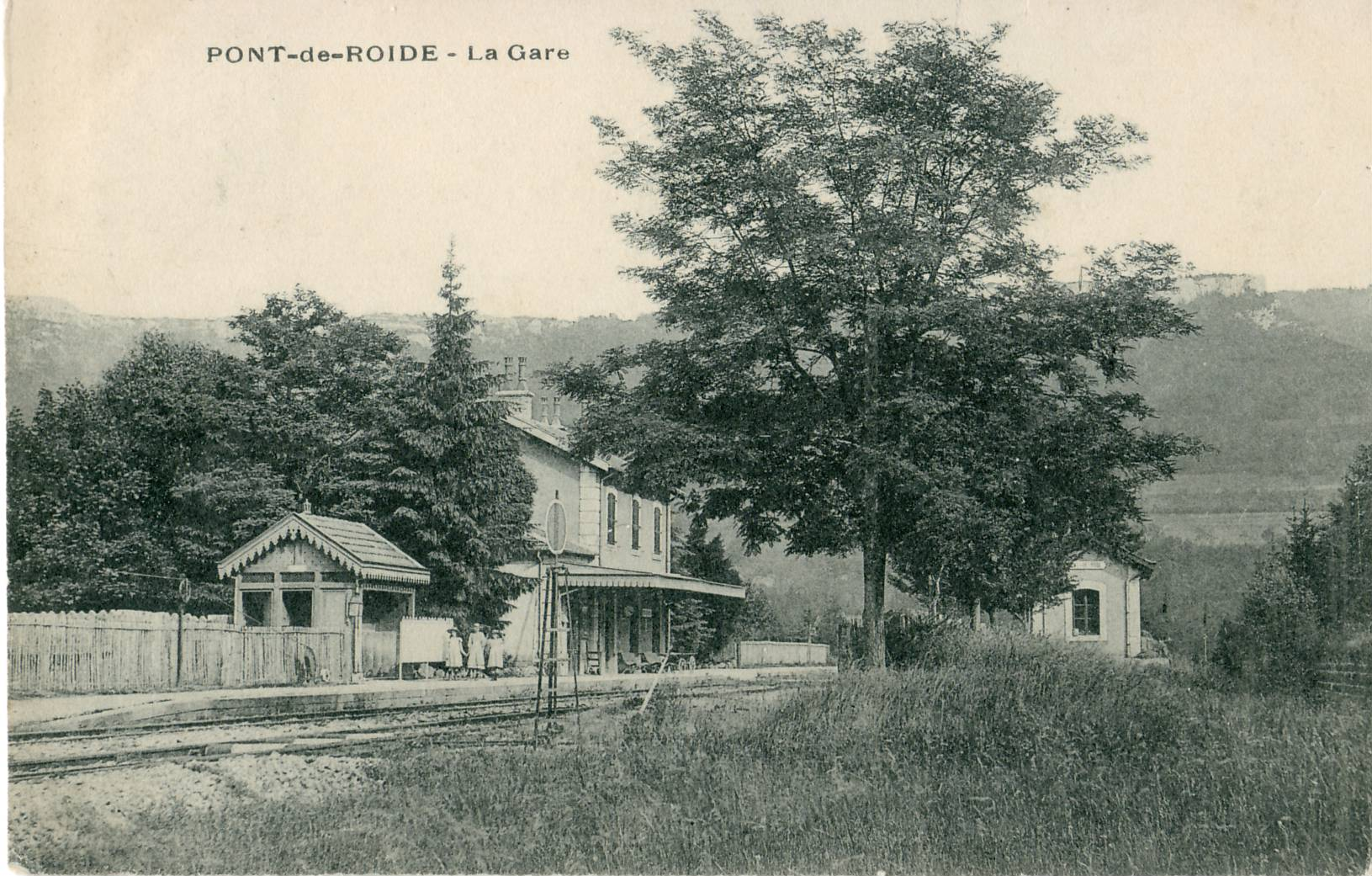
La gare de Pont-de-Roide, au début du XXe siècle.

Pont-de-Roide-Vermondans est traversée par l'ancienne ligne de chemin de fer Voujeaucourt - Saint-Hippolyte, dont le trafic voyageurs a été supprimé en 1938 ; il ne subsista ensuite plus qu'un très faible trafic fret (desserte de l'usine métallurgique de Pont-de-Roide) aujourd'hui totalement abandonné au profit de la route (2010-2011).
Pont-de-Roide-Vermondans est desservie par une ligne de bus du département du Doubs, reliant Pontarlier à Montbéliard (transport essentiellement scolaire).
La municipalité a mis en place un système de minibus gratuit parcourant toute la ville de Pont-de-Roide-Vermondans, le Rudibus (fusion du mot rudipontain et bus).

### Climat
Pour des articles plus généraux, voir Climat de la Bourgogne-Franche-Comté et Climat du Doubs.
En 2010, le climat de la commune est de type climat de montagne, selon une étude du Centre national de la recherche scientifique s'appuyant sur une série de données couvrant la période 1971-2000. En 2020, Météo-France publie une typologie des climats de la France métropolitaine dans laquelle la commune est dans une zone de transition entre le climat semi-continental et le climat de montagne et est dans la région climatique Jura, caractérisée par une forte pluviométrie en toutes saisons (1 000 à 1 500 mm/an), des hivers rigoureux et un ensoleillement médiocre.
Pour la période 1971-2000, la température annuelle moyenne est de 9,9 °C, avec une amplitude thermique annuelle de 17,4 °C. Le cumul annuel moyen de précipitations est de 1 548 mm, avec 13,7 jours de précipitations en janvier et 10,8 jours en juillet. Pour la période 1991-2020, la température moyenne annuelle observée sur la station météorologique de Météo-France la plus proche, « Maiche », sur la commune de Maîche à 15 km à vol d'oiseau, est de 7,7 °C et le cumul annuel moyen de précipitations est de 1 433,0 mm. 
La température maximale relevée sur cette station est de 34,9 °C, atteinte le 25 juillet 2019 ; la température minimale est de −26,8 °C, atteinte le 1er mars 2005,,.
Les paramètres climatiques de la commune ont été estimés pour le milieu du siècle (2041-2070) selon différents scénarios d'émission de gaz à effet de serre à partir des nouvelles projections climatiques de référence DRIAS-2020. Ils sont consultables sur un site dédié publié par Météo-France en novembre 2022.

## Urbanisme

### Typologie
Au 1er janvier 2024, Pont-de-Roide-Vermondans est catégorisée bourg rural, selon la nouvelle grille communale de densité à 7 niveaux définie par l'Insee en 2022.
Elle appartient à l'unité urbaine de Pont-de-Roide-Vermondans, une agglomération intra-départementale dont elle est ville-centre,. Par ailleurs la commune fait partie de l'aire d'attraction de Montbéliard, dont elle est une commune de la couronne,. Cette aire, qui regroupe 137 communes, est catégorisée dans les aires de 50 000 à moins de 200 000 habitants,.

### Occupation des sols
L'occupation des sols de la commune, telle qu'elle ressort de la base de données européenne d’occupation biophysique des sols Corine Land Cover (CLC), est marquée par l'importance des forêts et milieux semi-naturels (67,5 % en 2018), une proportion identique à celle de 1990 (67,5 %). La répartition détaillée en 2018 est la suivante : 
forêts (67,5 %), zones urbanisées (17,2 %), prairies (10,7 %), zones industrielles ou commerciales et réseaux de communication (2,4 %), terres arables (1,7 %), zones agricoles hétérogènes (0,5 %). L'évolution de l’occupation des sols de la commune et de ses infrastructures peut être observée sur les différentes représentations cartographiques du territoire : la carte de Cassini (XVIIIe siècle), la carte d'état-major (1820-1866) et les cartes ou photos aériennes de l'IGN pour la période actuelle (1950 à aujourd'hui).

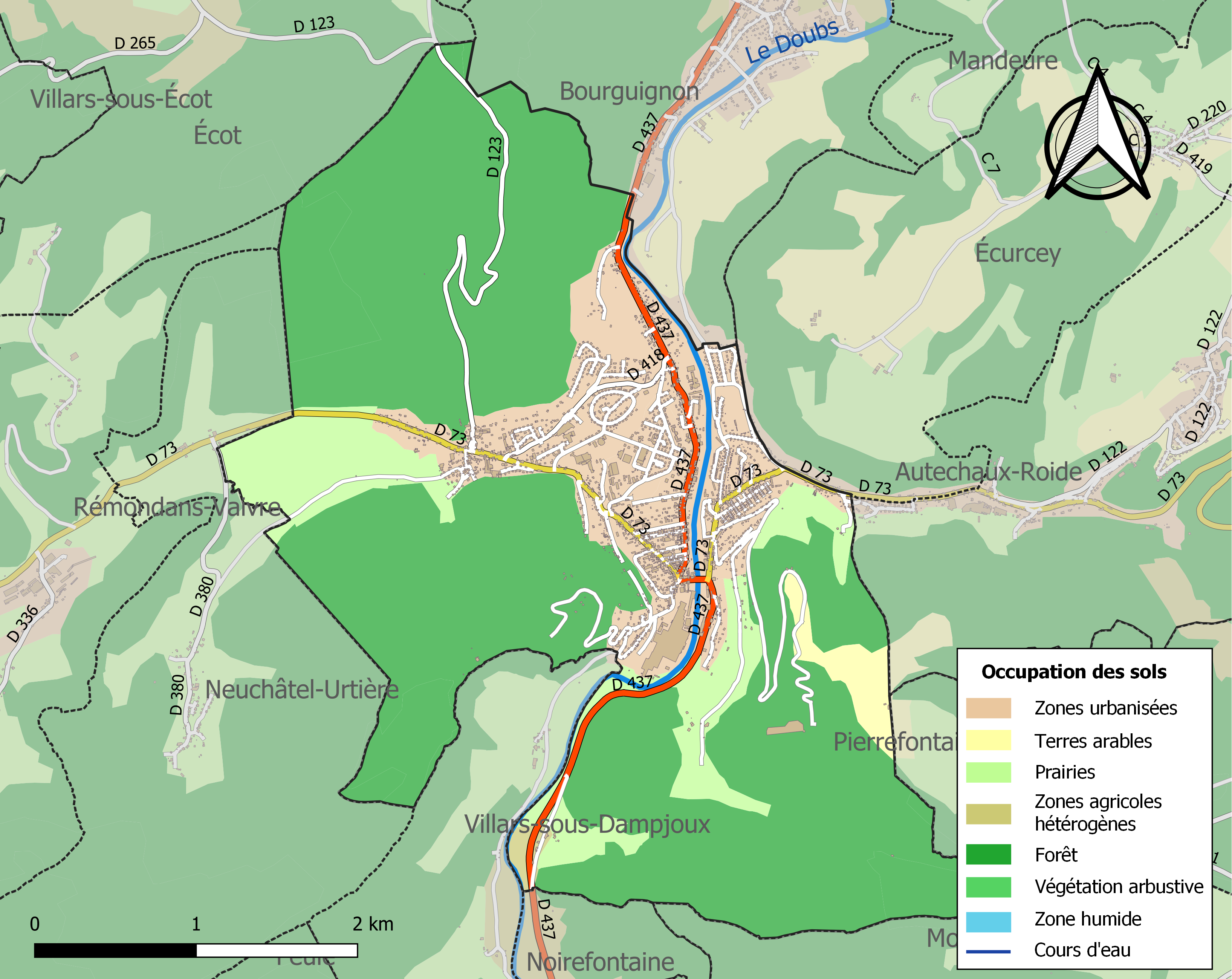
Carte des infrastructures et de l'occupation des sols de la commune en 2018 (CLC).

## Toponymie
Pour Châtey : Sancta Maria in Gastro en 1040 ; Castro Sancte Marie en 1136 - Pour Pont-de-Roide : du Pont-de-Roide en 1319 ; du Pont en 1402 ; le Pont de Roide'e au XVe siècle ; le Pon de Royde en 1575.
Cette ville est située sur le Doubs et la route départementale 437, à 357 m d'altitude, entre Montbéliard et Morteau.
Pont-de-Roide a été fusionnée, par arrêté préfectoral du 15 septembre 1972, avec Vermondans le 1er janvier  1973.
La commune était nommée Pont-de-Roide avant le 6 décembre 2014, date à laquelle est ajouté le nom de l'ancienne commune de Vermondans.

## Histoire

### Les Premiers habitants préhistorique

#### Les abris sous roche de la plage
Entre St-Hippolyte et Montbéliard, le Doubs forme des méandres dans une vallée encaissée. Il recoupe l'anticlinal du Lomont entre Villars-sous-Dampjoux et Pont-de-Roide. La rivière y a creusé son lit dans les couches calcaires du jurassique supérieur en créant d'impressionnantes falaises. Au sud de Pont-de-Roide, les crues du Doubs et le gel ont créé de beaux abris sous roche au pied des falaises, dite "Grottes de la Plage".
L'abri sous roche de Rochedane, proprement dit, se trouve du côté sud de la trouée de l'ancienne voie de chemin de fer coupant le rocher de Rochedane en deux. Cet abri a une longueur d'environ 10 m, une profondeur de 15 m et une hauteur de 4,50 m. Il est situé à une dizaine de mètres au-dessus du niveau actuel de la rivière et a été découvert, du point de vue archéologique, en 1877 lors de la construction de la voie ferrée. Cet abri est mondialement connu pour avoir livré 77 galets gravés et 122 galets peints datés de la période azilienne (11000 à 9500 ans BP). Ainsi que du mobilier de la période Magdalénienne exposé aux Musées de Besançon et de Montbéliard. Et une gravure au fond de l'abri de Rochedane, daterais du Mésolithique ainsi qu'une autre gravure du Moyen Âge qui est un X. D'ailleurs une légende locale, attesterait que l'abri de Rochedane aurait été la demeure de la Fée Arie et de son âne Marion.

#### L'étude des galets
Les galets peints sont tous constitués de calcaire local. Leur longueur varie entre 5 et 23 cm, leur largeur entre 2 et 13 cm et leur épaisseur entre 1 et 3 cm. Ils sont également de forme rectangulaire ou ovalaire avec une surface très lisse et de coloration plus claire que les galets gravés. Ces derniers ayant certainement été très manipulés par leurs auteurs. Certains des galets gravés présentent également des traces de couleur. Tous les galets ont été peints avec une couleur rouge (faible, sombre, brun rougeâtre ou brun rougeâtre foncé) constituée d'oxyde de fer. Cette peinture a été appliquée au doigt ou avec un tampon de fourrure. Certains motifs montrent également l'utilisation d'un pinceau fin à poils souple. Les galets sont peints selon différents motifs. Les points isolés en position apicale, les points longitudinaux alignés sur une face et les points disséminés sur toute la face représentent 20 % des motifs. Les bandes épaisses transversales sur une face, les bandes ceinturant le galet et les bandes fines transversales représentent 35 % des motifs. Les bandes longitudinales sur galets courts constituent 5 % des motifs. Les motifs particuliers (zoomorphe (?), trapèze et empreinte de mains) sont 7 % et les bandes transversales ou longitudinales avec des points et les motifs non reconnus représentent le reste.Les études réalisées sur les galets de l'art azilien ont fait ressortir trois zones artistiquement distinctes : une zone méridionale (Pyrénées/Languedoc), une zone centrale (Périgord/Quercy) et une zone orientale (axe rhodanien/Jura). Sur des supports identiques, cet art présente des gravures schématiques de trois types différents (Rochedane, Mas d'Azil et l'abri Pagès) et des représentations peintes très simples (point et bande). Ces gravures et dessins avaient une importance symbolique connue et reconnaissable par tous les humains de cette culture. Ces galets, bien que manipulés par un grand nombre, étaient que très rarement utilisés comme outil. Leur usage était donc certainement culturel.

### Vestiges de l'Âge du Bronze

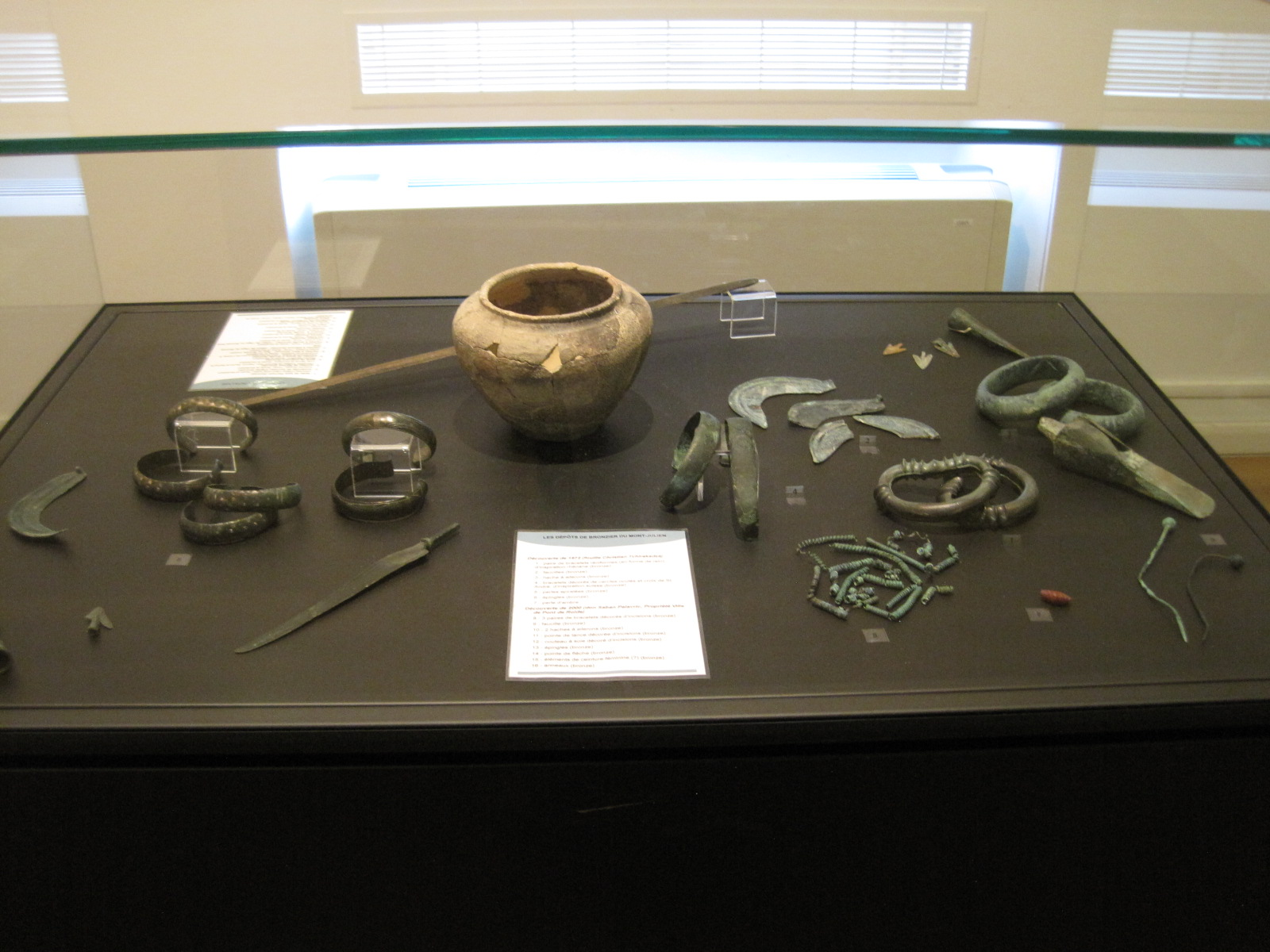
Objets en bronze issus des dépôts retrouvés au Mont-Julien à Pont-de-Roide-Vermondans, Bronze final, au musée du Château de Montbéliard.

Au Mont-Julien a été découvert un site de hauteur fortifié, qui semble avoir été occupé à la fin du Bronze final. Celui-ci a livré des dépôts d'objets en bronze, datés de cette période et qui sont aujourd'hui exposés au musée du château de Montbéliard,.

### L'origine romaine
À l'est de la ville, en bordure du Doubs, se trouve le lieu-dit Chatey autrefois Châtel ou Châté dérivé du latin Castrum qui désigne un lieu peu étendu clos de murs. C'était un hameau de quelques maisons construites au pied de Château-Julien. L'origine de ce hameau pourrait être romaine comme le laisse penser la découverte sur place d'armes et de traces d'ouvrages de cette époque. Peut-être Chatey est-il lié à la forteresse que l'Empereur Julien avait fait construire dans les environs vers l'an 360.

### Les Neuchâtel-Bourgogne
Il semble que l'origine de Pont-de-Roide soit l'existence d'un pont défendu par une tour ou un château féodal désigné sous le nom de "Pons Rigidus" dans les registres paroissiaux, ce pont sera réparé en 1683 avec les matériaux tiré des vestiges du château de Neuchâtel sauf sa tour qui sera détruite. Pont-de-Roide appartenait à la seigneurie de Neuchâtel (Neuchâtel-Urtière), plus précisément de la "'Fermetey" au même titre que Vermondans, Ortières, Rémondans, Vaivre, Dambelin, et le bourg de Neuchâtel. La "Fermetey" désignait les villages entourés de vastes forêts ; à l'opposé des villages de la "Prévoté" de Mathay ou des "Villages" du Lomont. À ce titre les habitants avait le droit de se réfugier au château de Neuchâtel en cas de guerre.

### Hommage et franchises
Au XIVe siècle, il existait des foires à Pont-de-Roide comme le signale un titre de 1318 par lequel Thiébaud IV de Neuchâtel-Bourgogne échangeait avec Henri de Verchamps des droits seigneuriaux qu'il avait sur « Poset » ainsi que les rentes et les ventes des foires de Sainte-Marie-du-Châtel et des moulins de la Barbèche contre le château et la seigneurie de Verchamps. À la fin de ce siècle, il est fait mention de Guillaume de Laissey, fils de Thiébaud de Laissey, qui était venu prêter hommage au seigneur de Neuchâtel-Bourgogne pour ce qu'il possédait à Feule, Vermondans, Neuchâtel et Pont-de-Roide.
Dans un titre de 1402, le seigneur de Neuchâtel-Bourgogne affranchissait Jacob Guillemenot « à condition qu'il resterait à côté de la tour au village de Pont-de-Roide et qu'en cas de besoin il prêterait main-forte aux gardes ». Le 10 juillet 1476, le village de Pont-de-Roide puis Dambelin, l'Isle-sur-le-Doubs et Granges-Grammont furent ravagés par les Suisses qui venaient raser Blamont. Il est possible alors que les habitants des petits villages détruits se regroupèrent à Pont-de-Roide.

### Contestation de l'héritage
Au début du XVIe siècle moururent en l'espace de dix-huit mois les trois frères (Henri, Claude et Guillaume) qui formaient la branche aînée de la maison de Neuchâtel-Bourgogne. Tout l'héritage devait revenir à Jean III et Ferdinand de Neuchâtel-Montaigu mais les époux des nièces du dernier fils de la branche directe des Neuchâtel-Bourgogne, Guillaume de Fürstemberg et Félix de Verdemberg, vinrent s'emparer des diverses seigneuries des Neuchâtel au nom de leurs épouses. C'est à Pont-de-Roide que se livrèrent les derniers combats entre les envahisseurs et les gardiens du château qui perdirent la bataille. Les Allemands s'installèrent dans la contrée jusqu'à ce que Philippe de Bourgogne en ordonne la restitution aux héritiers légitimes.

### Moulins, scierie et église
Des moulins existaient à Pont-de-Roide dès 1596 où ils firent l'objet d'une amodiation par les Neuchâtel. En 1606, ils sont vendus par la propriétaire qui était l'Abbesse de Baume-les-Dames à Jean Guyot, de Maîche, écuyer, époux d'Eve Bannelier, de Bourguignon, pour la somme de 2600 francs. Ils seront réparés en 1686 et en 1720 par le seigneur de Neuchâtel-Urtière qui les avait rachetés. À cette époque, une scierie existait également sur le Doubs. En 1792 est construit un haut-fourneau sur la Ranceuse par Bouchot Pierre-François et Jean-Louis son frère.
Alors que Châtel possédait une chapelle, il n'y avait pas d'édifice religieux à Pont-de-Roide. Le 8 décembre 1746 l'Archevêque de Besançon y  autorisait la construction d'une église. Les travaux commencés en 1750 furent achevés en 1756.

### Limite du territoire
Le territoire de la commune a été délimité en 1740 avec l'accord du seigneur de Neuchâtel-Bourgogne. Dans ce titre il est défini comme étant cantonné à Pont-de-Roide les bois du Falot, de la Motte du Château-Julien, de la côte du Preslot, de celle des Champs des Vignes, de la Foule, de la Combe des Eaux, de trente-sept arpents dans le Lomont et d'une partie de la forêt du Fays. En 1757, la route qui relie Pont-de-roide à Saint-Hippolyte fut achevée. Les travaux avaient été exécutés par les paysans de la région.

### Les temps modernes
Pendant la Seconde Guerre mondiale, la ville est libérée le 12 septembre 1944. Après cela, un front se met en place pour libérer le village voisin de Vermondans. Il faudra deux mois de combats pour y parvenir (Vermondans est libérée le 15 novembre).
En 1973, Vermondans fusionne avec Pont-de-Roide.

### Liste des maires

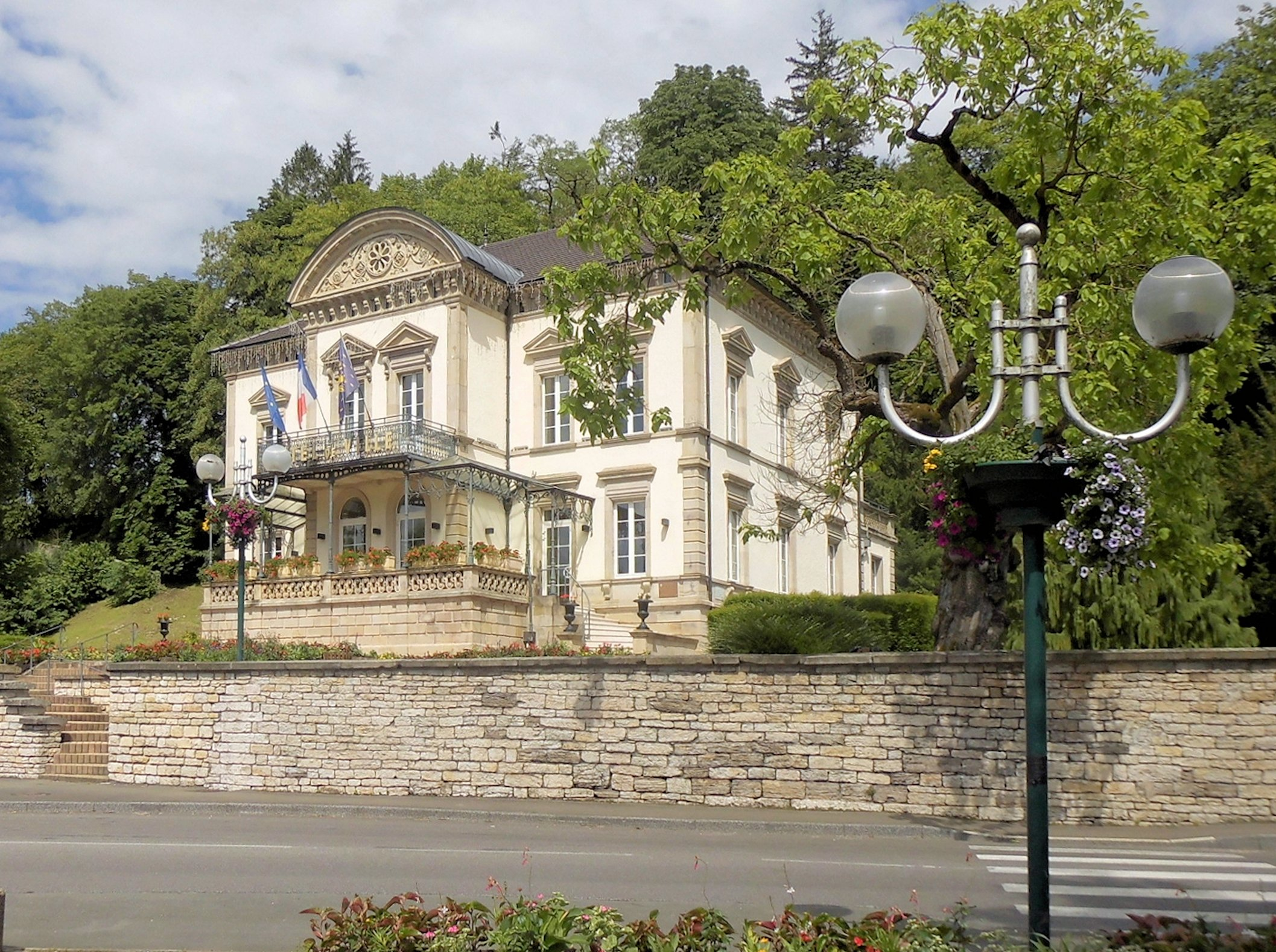
L'hôtel de ville.

## Population et société

### Démographie
Ses habitants sont appelés les Rudipontains.
Au 6 février 1657 il est recensé à Pont-de-Roide et Chastel 16 ménages comptant 71 personnes. On y trouve des Matatoz, Peletier, Marchand, Joly, Morel, Rabur, Bouchot, Grosin, Grunel, Jeanperrin et Tournier

L'évolution du nombre d'habitants est connue à travers les recensements de la population effectués dans la commune depuis 1793. Pour les communes de moins de 10 000 habitants, une enquête de recensement portant sur toute la population est réalisée tous les cinq ans, les populations de référence des années intermédiaires étant quant à elles estimées par interpolation ou extrapolation. Pour la commune, le premier recensement exhaustif entrant dans le cadre du nouveau dispositif a été réalisé en 2007.

En 2022, la commune comptait 3 971 habitants, en évolution de −5,45 % par rapport à 2016 (Doubs : +1,88 %, France hors Mayotte : +2,11 %).
| 1793 | 1800 | 1806 | 1821 | 1831 | 1836 | 1841 | 1846 | 1851  |
| ---- | ---- | ---- | ---- | ---- | ---- | ---- | ---- | ----- |
| 392  | 351  | 391  | 406  | 624  | 734  | 755  | 910  | 1 047 |

| 1856  | 1861  | 1866  | 1872  | 1876  | 1881  | 1886  | 1891  | 1896  |
| ----- | ----- | ----- | ----- | ----- | ----- | ----- | ----- | ----- |
| 1 350 | 1 781 | 2 271 | 2 296 | 2 654 | 3 063 | 2 928 | 2 776 | 2 774 |

| 1901  | 1906  | 1911  | 1921  | 1926  | 1931  | 1936  | 1946  | 1954  |
| ----- | ----- | ----- | ----- | ----- | ----- | ----- | ----- | ----- |
| 2 758 | 2 810 | 2 917 | 2 769 | 2 945 | 2 908 | 2 795 | 2 814 | 3 147 |

| 1962  | 1968  | 1975  | 1982  | 1990  | 1999  | 2006  | 2007  | 2012  |
| ----- | ----- | ----- | ----- | ----- | ----- | ----- | ----- | ----- |
| 3 744 | 4 381 | 5 342 | 4 958 | 4 983 | 4 781 | 4 639 | 4 619 | 4 309 |

| 2017  | 2022  | - | - | - | - | - | - | - |
| ----- | ----- | - | - | - | - | - | - | - |
| 4 185 | 3 971 | - | - | - | - | - | - | - |

### Santé
L'hôpital le plus proche est l'hôpital Nord Franche-Comté situé à Trévenans, dans le sud du Territoire de Belfort (département voisin),.

## Économie

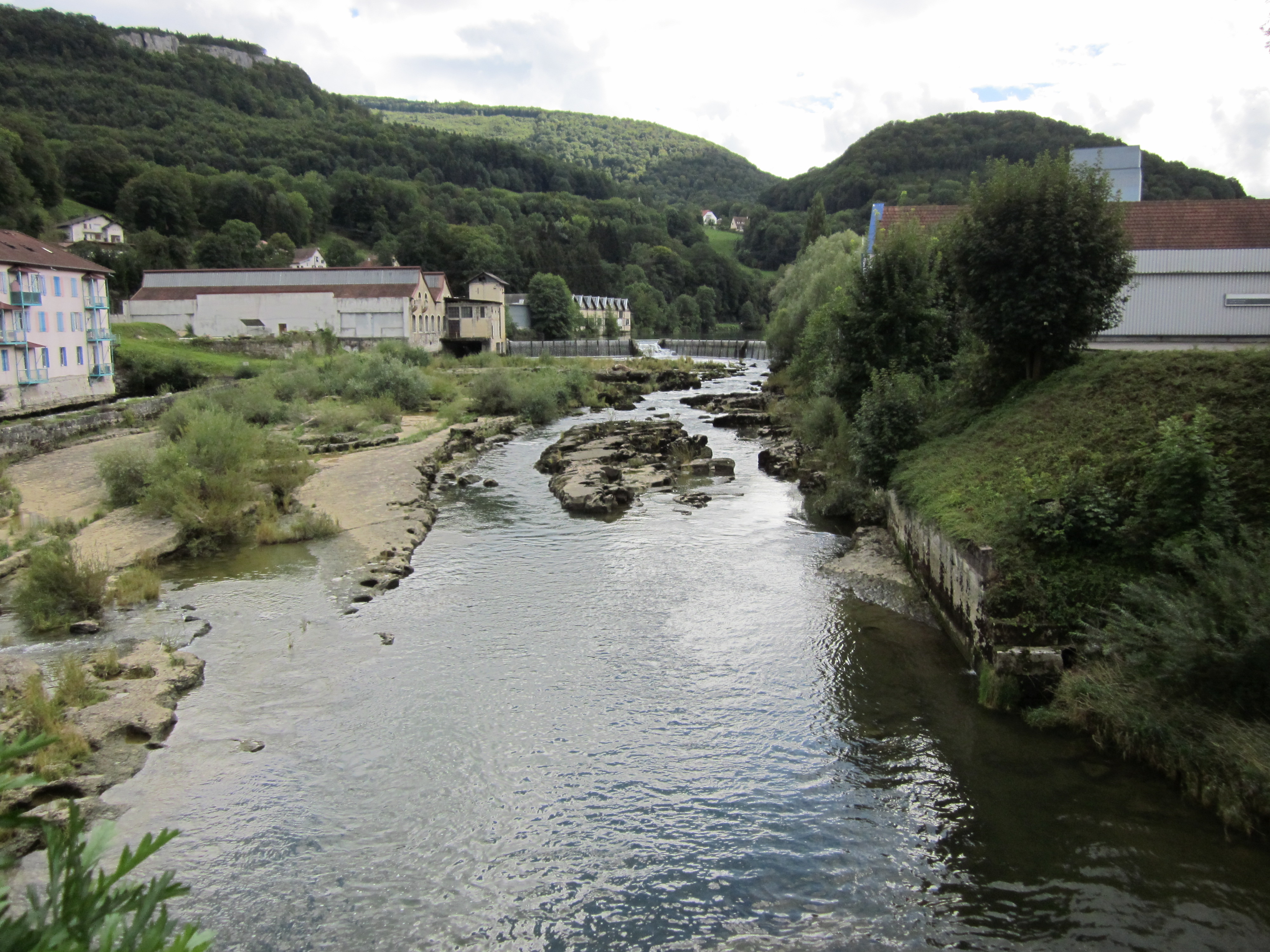
Les usines au bord du Doubs.

La ville comporte plusieurs industries, dont la principale est Aperam filiale du groupe Arcelor Mittal, et qui traite des aciers inoxydables semi-finis. Cette usine était anciennement l'une des nombreuses usines Peugeot de la région. On y fabriquait des baleines de parapluie, des enjoliveurs, des pare-chocs, etc.

## Culture locale et patrimoine

### Lieux et monuments

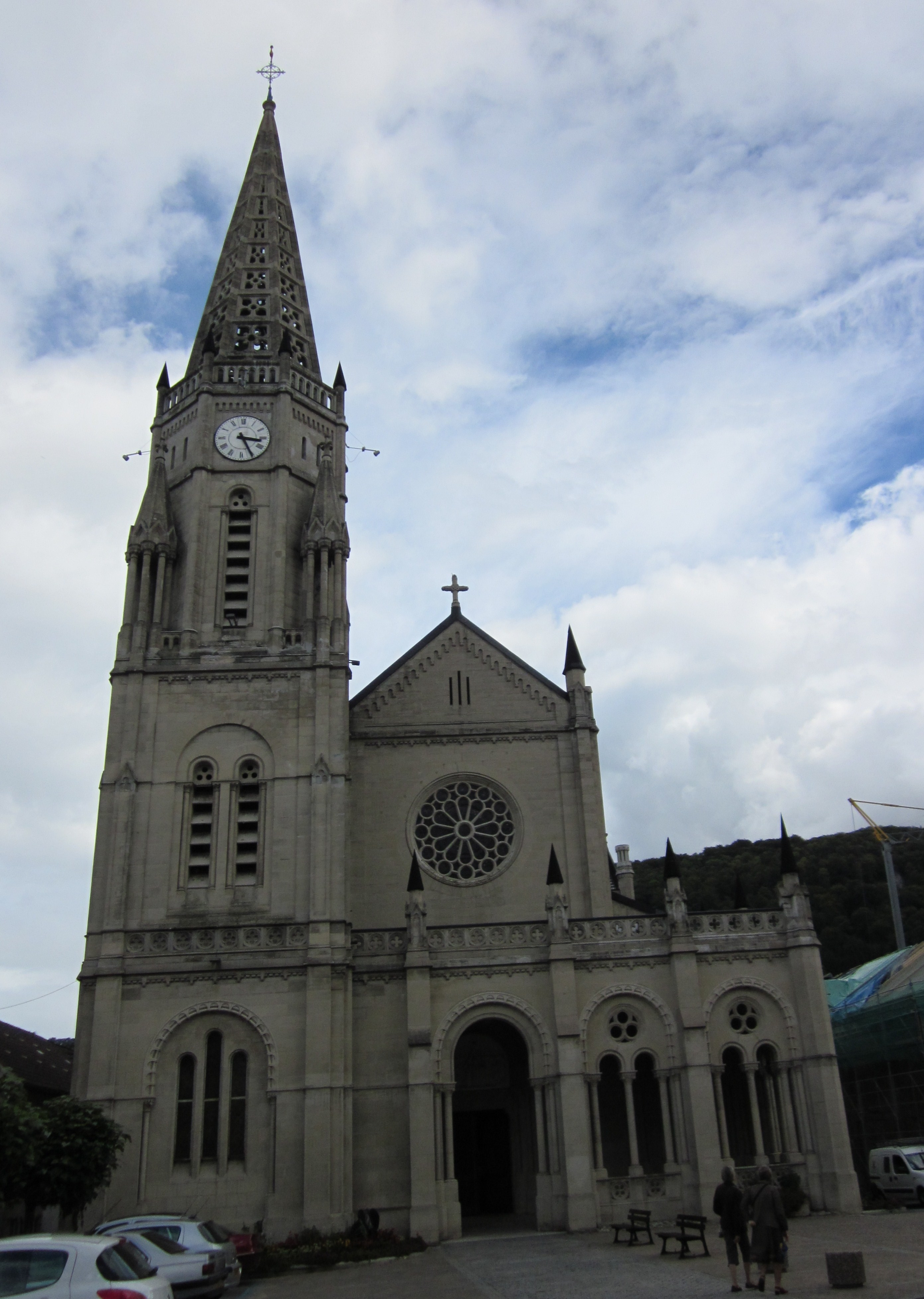
Église de la Nativité-de-Notre-Dame.

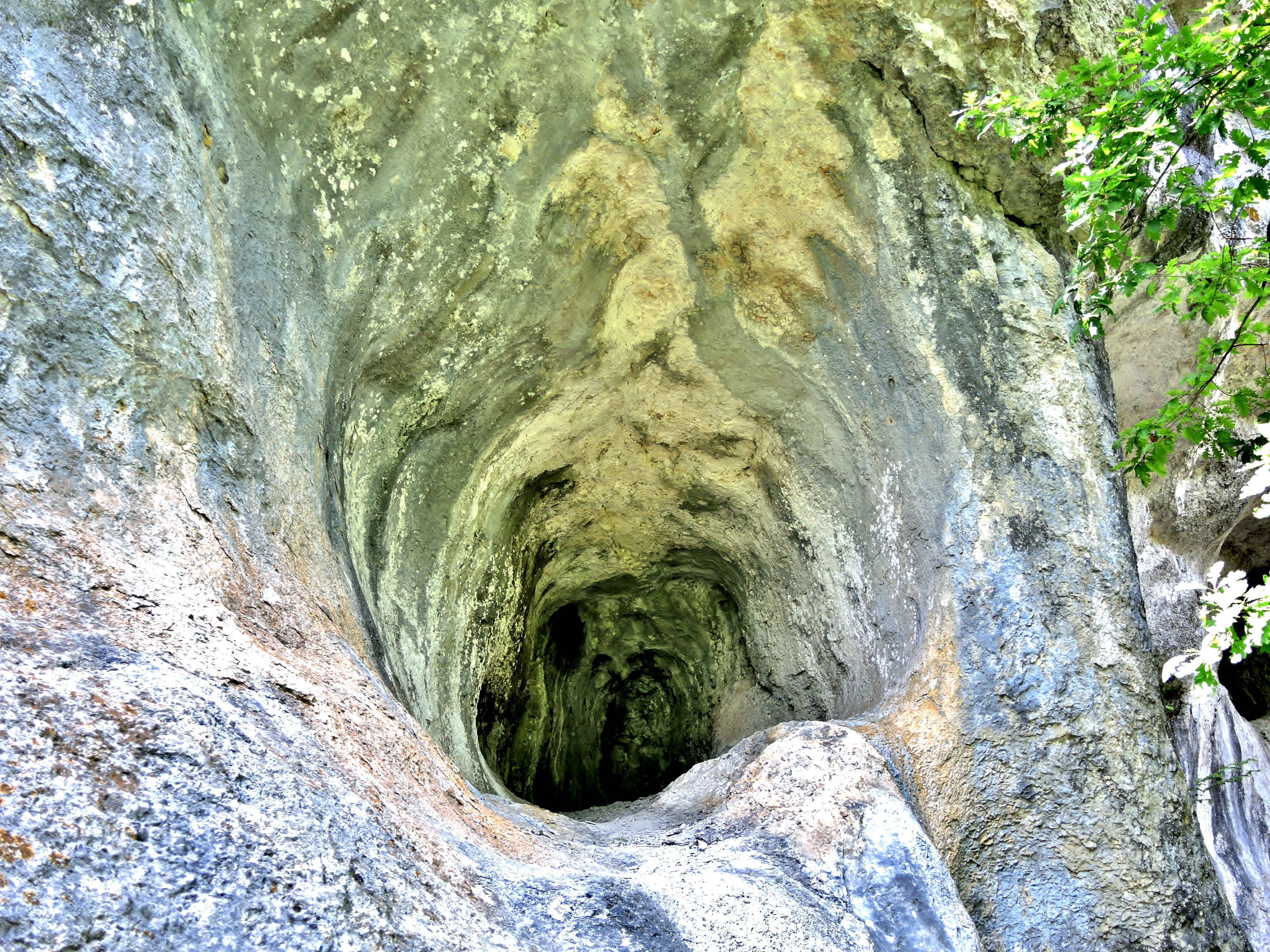
Grotte suspendue, dans la falaise de Rochedane.

L'église a été construite de 1927 à 1931 par l'architecte Lucien Reboux. Elle remplaçait l'ancienne église de 1753.
L'attraction touristique majeure de la ville se nomme le site des Roches. C'est un point de vue des hauteurs de Pont-de-Roide, proche d'un fort de l'époque 1870 (la Batterie des Roches), d'où l'on a une vue imprenable sur une partie de la vallée du Doubs. Un secteur du site constitue la Réserve naturelle régionale du Crêt des Roches.
La commune est dotée d'un cinéma, nommé le Foyer, qui a été inauguré en janvier 1937. Totalement rénové en 1999, il est désormais géré par une équipe de bénévoles.

### Accords de solidarité
L'action Solidarité Agboville menée par la JOC de Pont-de-Roide a créé un lien entre Agboville et Pont-de-Roide.

### Personnalités liées à la commune
- Jules Bonnot, chef de la « Bande à Bonnot », né à Pont-de-Roide en 1876, mort en 1912.
- James Jackson (1771-1829), industriel britannique, propriétaire d'une aciérie à Pont-de-Roide.
- Paul-Claude Racamier, psychiatre et essayiste français
- Julien Clément (1908-1949), officier de l'Armée française, chef de Musique et résistant.

### Héraldique
| Blason de Pont-de-Roide-Vermondans | Blason  | Écartelé au 1) de gueules à la tour d'argent ouverte ajourée et maçonnée de sable, au 2) d'azur au pont trapézoïdal alésé d'argent maçonné de sable, aux trois dégueuloirs ouverts du champ, soutenu d'une jumelle ondée alésée aussi d'argent, au 3) d'azur semé de billettes d'argent au lion du même lampassé de gueules brochant, au 4) de gueules à la roue d'engrenage sans rayon de douze dents d'argent. |
| Blason de Pont-de-Roide-Vermondans | Détails | Le statut officiel du blason reste à déterminer. |